# Kambodschanische Badmintonmeisterschaft 1962
Die Kambodschanische Badmintonmeisterschaft 1962 fand in Phnom Penh statt. Es war die fünfte Austragung der nationalen Titelkämpfe von Kambodscha im Badminton.

## Titelträger
| Disziplin    | Sieger                       |
| ------------ | ---------------------------- |
| Herreneinzel | Smas Slayman                 |
| Dameneinzel  | Tran Thy Tam                 |
| Herrendoppel | Ly Phsou Luong Minh Phung    |
| Damendoppel  | Pech Yok Heng Thach Thi Sanh |
| Mixed        | nicht ausgetragen            |